# Нануа, Сенниа
Сенниа Нануа (англ. Sennia Nanua; род. 13 ноября 2002 года, Ноттингем) — британская актриса.

## Биография
Сенниа Лола Нануа родилась 13 ноября 2002 года в Ноттингеме. В настоящее время живёт в Лондоне. Окончила актёрские курсы The Television Workshop.
Дебютировала в кино в 2015 году в короткометражном фильме «Беверли». В 2016 году снялась в главной роли в постапокалиптическом фильме «Новая эра Z», за роль в котором получила премию кинофестиваля в Сиджесе в категории «Лучшая актриса», а также была номинирована на «Премию британского независимого кино» в категории «Самый многообещающий дебют», премию Лондонского кружка кинокритиков в категории «Молодой британский или ирландский исполнитель года», премию «Империя» в категории «Лучший женский дебют».

## Фильмография
| Год  |     | Русское название | Оригинальное название       | Роль          |
| ---- | --- | ---------------- | --------------------------- | ------------- |
| 2015 | кор | Беверли          | Beverley                    | Джесс         |
| 2016 | ф   | Новая эра Z      | The Girl with All the Gifts | Мелани        |
| 2018 | ф   | Бой              | The Fight                   | Эмма Белл     |
| 2018 | с   | Катастрофа       | Casualty                    | Кили Арнольдс |
| 2019 | ф   | Фрэнки           | Frankie                     | Майя          |
| 2022 | с   | Королева змей    | The Serpent Queen           | Рахима        |

## Награды и номинации
| Год  | Награда                                | Категория                                          | Работа        | Результат |
| ---- | -------------------------------------- | -------------------------------------------------- | ------------- | --------- |
| 2016 | Кинофестиваль в Сиджесе                | Лучшая актриса                                     | «Новая эра Z» | Победа    |
| 2016 | Премия британского независимого кино   | Самый многообещающий дебют                         | «Новая эра Z» | Номинация |
| 2017 | Премия Лондонского кружка кинокритиков | Молодой британский или ирландский исполнитель года | «Новая эра Z» | Номинация |
| 2017 | Империя                                | Лучший женский дебют                               | «Новая эра Z» | Номинация |